# Dichanthium annulatum
Dichanthium annulatum är en gräsart som först beskrevs av Peter Forsskål, och fick sitt nu gällande namn av Otto Stapf. Dichanthium annulatum ingår i släktet Dichanthium och familjen gräs. Utöver nominatformen finns också underarten D. a. papillosum.

## Bildgalleri

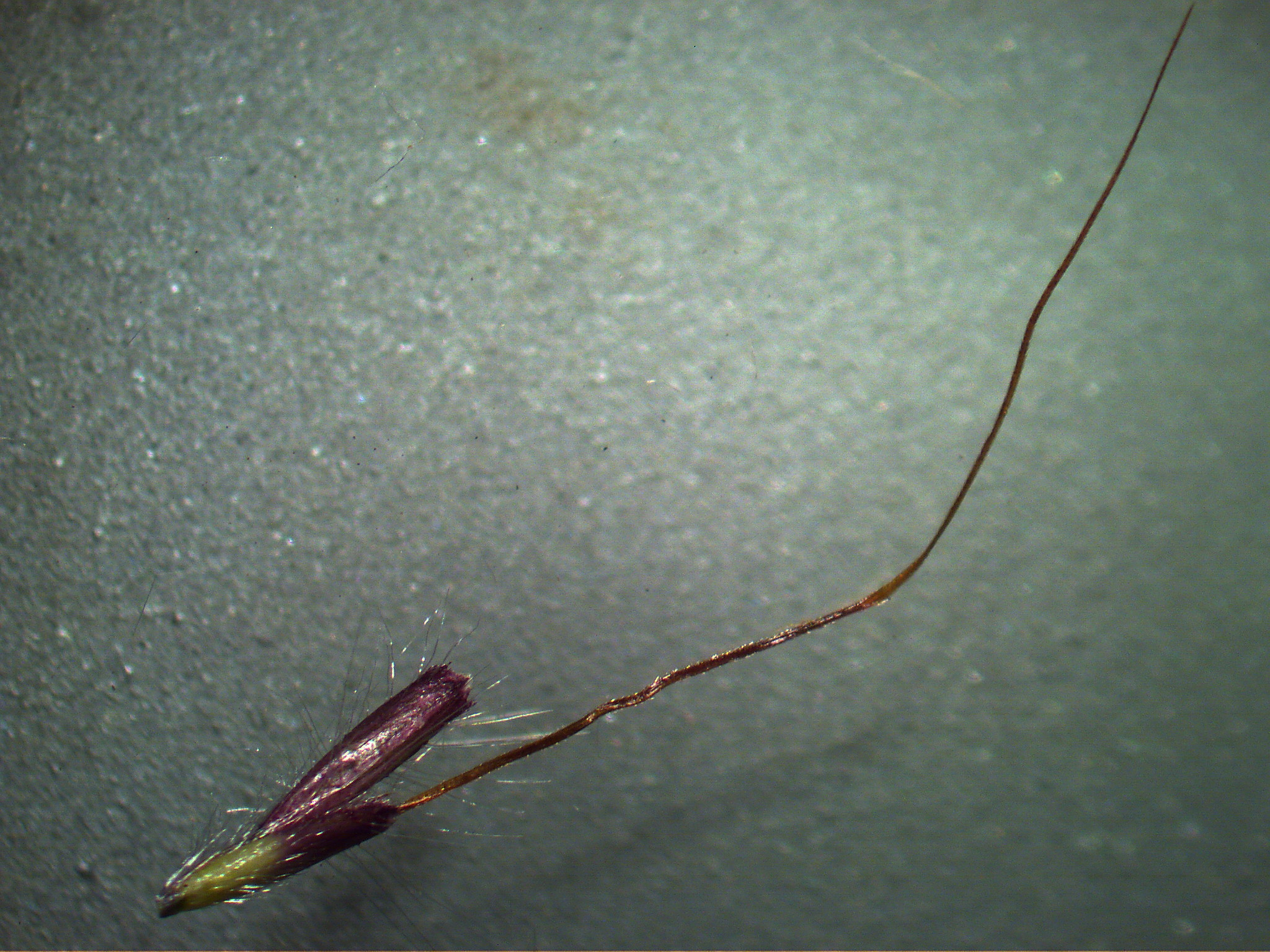